# John Hartley
John Thorneycroft Hartley (9. ledna 1849 – 21. srpna 1935) byl anglický tenista, který v letech 1879 a 1880 vyhrál Wimbledon. Jedná se o jediného kněze, který zvítězil na nejslavnějším turnaji světa.
V letech 1878–1921 existoval systém, kdy se vítěz vyřazovací fáze turnaje zvané All Comers' Singles hrané klasickým pavoukem utkal ve finále o turnajové vítězství s obhájcem titulu. Pokud obhájce již nebyl aktivní či do finále turnaje nenastoupil, pak titul automaticky připadl vyzyvateli bez boje. Tato situace nastala také v roce 1879, kdy tenista porazil v posledním kole vyřazovací fáze – tzv. All Comers' Final – Ira St. Legera Goolda, ale Frank Hadow z pozice obhájce se turnaje nezúčastnil, takže finále celého turnaje se neuskutečnilo.
V roce 1875 se oženil s Alicí Margaret Lascellesovou, vnučkou Henryho Lascellese, 3. hraběte z Harewoodu. Manželství bylo bezdětné.
Roku 1926 byl na Golden Jubilee championships oceněn Stříbrnou medailí královny Marie jako jeden z třiceti čtyř žijících wimbledonských vítězů.
Zemřel v osmdesáti šesti letech ve Knaresborough v hrabství Yorkshire.

## Finále na Grand Slamu

### Dvouhra

#### Vítěz (2)
| Rok  | Turnaj                          | Finalista            | Výsledek       |
| 1879 | Wimbledon – (All Comers' Final) | Vere St. Leger Goold | 6–2, 6–4, 6–2  |
| 1880 | Wimbledon (2)                   | Herbert Lawford      | 6–3, 6–2, 2–6, |

#### Finalista (1)
| Rok  | Turnaj    | Vítěz           | Výsledek      |
| 1881 | Wimbledon | William Renshaw | 6–0, 6–1, 6–1 |